# Universidad Nacional de José Clemente Paz
La Universidad Nacional de José Clemente Paz (UNPAZ) es una universidad argentina, pública, gratuita y de acceso irrestricto, ubicada en la ciudad de José C. Paz. Fue creada en el año 2009 por ley N.º 26.577.

## Ubicación
El Campus de la Universidad originalmente era un predio del Ferrocarril General San Martín, ramal Retiro a Estación Dr. Domingo Cabred, que el estado argentino, a través del mismo ferrocarril junto con la Municipalidad de José C. Paz, donaron para la creación de la Universidad.
- Sede Central: Es el campus principal de la Universidad. Está ubicado en el centro de la Ciudad de José C. Paz, sobre la Avenida Leandro N. Alem entre Pueyrredón y las vías del ferrocarril San Martín. El mismo se encuentra en cercanías de la estación de trenes de dicha ciudad y de la R.N. 197.
- Sede Pueyrredón: el mismo se encuentra al lado de la sede central.
- Sede Medicina: Se encuentra sobre la avenida Héctor Arregui a la altura de la calle Marcelo T. De Alvear, a 6 cuadras de la estación de trenes y a 12 de la sede central.

## Departamentos
- Ciencias Jurídicas y Sociales
- Ciencias de la Salud y el Deporte.
- Economía, Producción e Innovación Tecnológica.

## Oferta académica
Carreras de Grado:
- Abogacía.
- Licenciatura en Administración.
- Licenciatura en Enfermería.
- Licenciatura en Gestión de Tecnologías de la Información
- Licenciatura en Gestión Gubernamental
- Licenciatura en Instrumentación Quirúrgica.
- Licenciatura en Producción de Bioimágenes.
- Licenciatura en Trabajo Social.
- Licenciatura en Producción y Desarrollo de Videojuegos.
- Licenciatura en Producción y Gestión Audiovisual
- Profesorado Universitario en Educación Física.
- Profesorado Universitario de Inglés.
- Profesorado Universitario de Educación Especial con Orientación en Sordos/as e Hipoacúsicos/as.
- Profesorado Universitario de Educación Especial con Orientación en ciegas/os y Disminuidos Visuales.
- Medicina.

Carreras de Pregrado:
- Analista Programador Universitario.
- Tecnicatura Universitaria en Producción y Diseño de Videojuegos.
- Tecnicatura Universitaria en Producción de Medios Audiovisuales
- Tecnicatura Universitaria en Comercio Electrónico
- Tecnicatura Universitaria en Informática Aplicada a la Salud
- Tecnicatura Universitaria en Puericultura y Crianza
- Tecnicatura Universitaria en Informática y Tecnología Industrial
- Tecnicatura en Administración y Gestión Universitaria (solo para el personal de planta permanente o transitoria del sector no docente de Universidades Nacionales públicas o privadas)